# Roope Kakko
Roope Kakko (Espoo, 13 februari 1982) is een golfprofessional uit Finland. Hij speelt op de Europese Challenge Tour.
In 2004 won Kakko de play-off van een Fins toernooi, een week later won hij de play-off van het Fins Open, een toernooi van de Challenge Tour. Hij was lid van de Helsinki Golf Club. 

## Professional
In 2004 werd Kakko professional, hij had toen handicap +4.

In 2006 won hij in Catalunya de Stage 2 van de Tourschool met een score van -18.

### Gewonnen

#### Challenge Tour
- 2004: Volvo Finnish Open